# Mekar Jaya (Kikim Barat)
Mekar Jaya is een bestuurslaag in het regentschap Lahat van de provincie Zuid-Sumatra, Indonesië. Mekar Jaya telt 551 inwoners (volkstelling 2010).